# Martinje (Gornji Petrovci, Slovenija)
Martinje (mađarski: Magasfok), naselje u slovenskoj Općini Gornjim Petrovcima. Martinje se nalazi u pokrajini Prekomurju i statističkoj regiji Pomurju. 

## Stanovništvo
Prema popisu stanovništva iz 2002. godine naselje je imalo 102 stanovnika.